# Салахов, Рашит Исламович
Рашит Исламович Салахов (тат. Рәшит Ислам улы Сәләхов; 17 декабря 1941, Старое Бурнашево, Апастовский район, Татарская АССР, РСФСР, СССР — 14 февраля 2021, Казань, Республика Татарстан, Российская Федерация) — советский и российский юрист, председатель Арбитражного суда Республики Татарстан (1996—2011).

## Биография
Рашит Исламович Салахов родился 17 декабря 1941 года в деревне Старое Бурнашево Апастовского района Татарской АССР.
Из семьи служащих. В 1958 году окончил семилетнюю школу на станции Кильдуразы, после чего поступил в железнодорожное училище № 1 в Юдино, а в 1960 году был направлен на комсомольскую стройку в Свердловскую область, где устроился плотником строительно-монтажного участка Красноуфимска, являясь одновременно инструктором Красноуфимского городского комитета ВЛКСМ. Вернувшись в Казань, в 1964—1969 годах работал воспитателем в общежитии и пионерском лагере, трудился в строительно-монтажном управлении № 10. В 1969—1973 годах занимал пост секретаря комитета ВЛКСМ строительного треста № 2, а также являлся членом Советского райкома КПСС. Работая в системе «Татстроя», был направлен в Набережные Челны, где являлся командиром отряда на строительстве заводов «КАМАЗа».
В 1966 году поступил на юридический факультет Казанского государственного университета имени В. И. Ульянова-Ленина, который окончил в 1972 году по специальности «правоведение». Ранее учился в Казанском инженерно-строительном институте на факультете промышленного и гражданского строительства, но не получил соответствующего образования. Всю дальнейшую профессиональную карьеру связал с судебной системой, в которой прослужил 38 лет.
С марта 1973 года по март 1986 года был членом Верховного суда ТАССР. В те годы в основном специализировался на гражданском судопроизводстве. В 1983 году окончил Всесоюзный институт усовершенствования юридических работников. С марта по апрель 1986 года являлся народным судьёй Советского районного суда Казани, а с апреля 1986 года по декабрь 1993 года — его председателем. В те годы активно рассматривал в том числе и уголовные дела, в частности, в отношении несовершеннолетних. С декабря 1993 года по май 1996 года был заместителем председателя Верховного суда Республики Татарстан. В этой должности снова работал над гражданскими делами. В 1996 году окончил Правовую академию при Президенте Российской Федерации.

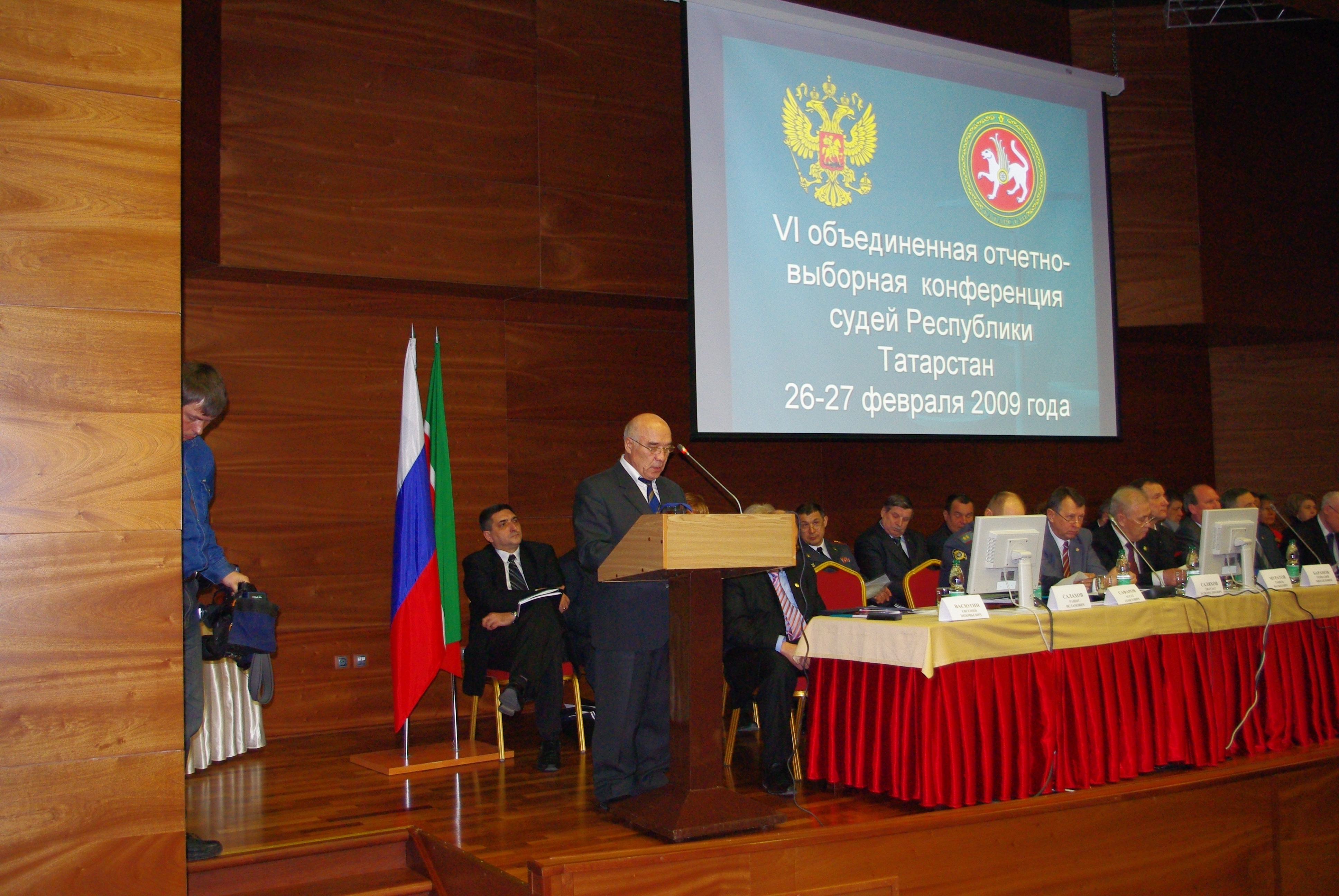
Салахов на конференции судей Республики Татарстан, 2009 год

В мае 1996 года занял пост председателя Арбитражного суда Республики Татарстан. В июле 1998 года был переназначен, а в марте 1998 года получил высший квалификационный класс судьи. В этом новом для себя качестве возглавил работу по реорганизации арбитража уже в качестве независимого судебного органа, не подчинённого государству. Одновременно работал и обучался методам ведения делопроизводства в условиях становления новой экономической системы и меняющегося законодательства, к чему привлекал своих коллег и подчинённых, из которых сформировал крепкий исполнительный коллектив. Под председательством Салахова Арбитражный суд Республики Татарстан стал одним из лучших в российской арбитражной системе в области качественного отправления правосудия. В июне 2007 года вновь был подтверждён в должности. В декабре 2008 года избран членом Высшей квалификационной коллегии судей Российской Федерации.
В декабре 2011 года ушёл в отставку в связи с исполнением 70 лет и достижением предельного возраста нахождения на судейской должности после 15-летнего руководства судом. Впоследствии занял должность советника генерального директора компании «ТАИФ» по науке.

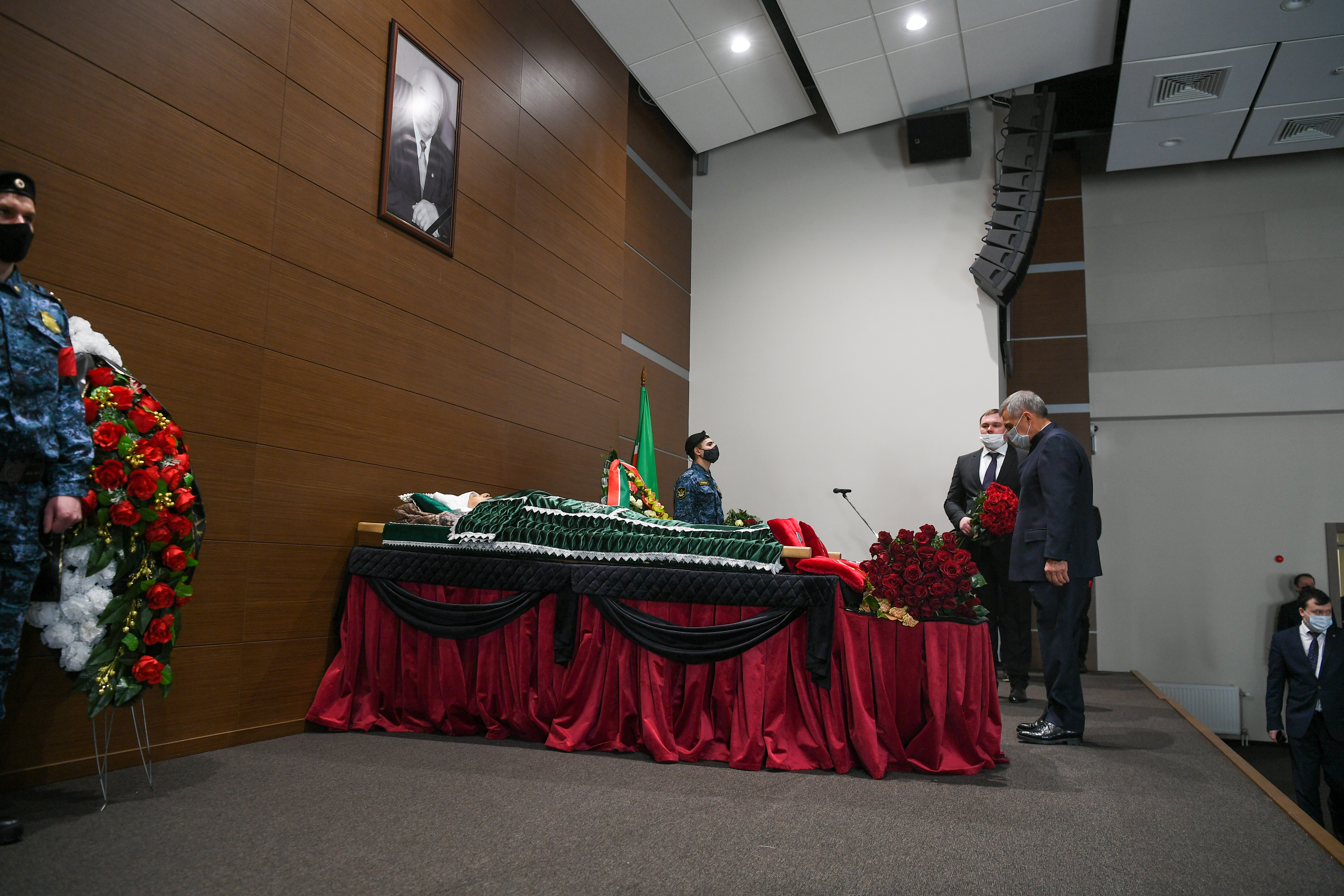
Минниханов на прощании с Салаховым, 15 февраля 2021 года

Исполняющим обязанности председателя Арбитражного суда был назначен первый заместитель Наиль Латыпов. На занятие вакантной должности был объявлен конкурс: на пост претендовал сам Латыпов, однако сразу несколько попыток избрания не увенчались успехом. Новый председатель был назначен лишь в 2013 году, им стал самарский судья Николай Новиков.
Рашит Исламович Салахов скончался 14 февраля 2021 года в Казани в возрасте 79 лет. Свои соболезнования выразило руководство Татарстана, в том числе Рустам Минниханов, Минтимер Шаймиев, Фарид Мухаметшин, Алексей Песошин. Прощание прошло в здании Арбитражного суда Республики Татарстан с участием руководителей республики. Похоронен на родине в Апастово, рядом с женой и сыном.

## Награды
Российские
- Орден Дружбы (2 августа 2007 года) — «за заслуги в укреплении законности, защите прав и законных интересов граждан и многолетнюю плодотворную работу»[32].
- Почётное звание «Заслуженный юрист Российской Федерации» (6 января 1999 года) — «за заслуги в укреплении законности и многолетнюю добросовестную работу»[33].
- Медаль «В память 1000-летия Казани» (2005 год)[10].

Татарстанские
- Орден «За заслуги перед Республикой Татарстан» (2011 год)[34].
- Медаль «За доблестный труд» (2006 год)[8].
- Почётное звание «Заслуженный юрист Республики Татарстан[тат.]» (1998 год)[2].
- Почётная грамота Республики Татарстан (1996 год)[4].

Профессиональные
- Медаль «За заслуги перед судебной системой Российской Федерации» I степени (2010 год) и II степени (2006 год), почетная грамота Высшего арбитражного суда Российской Федерации (2011 год)[8].

## Личная жизнь
Был женат, но овдовел. Имел сына. Сын стал юристом, но погиб ещё при жизни отца. Увлекался поэззией, на пенсии занимался садоводством, имел сад с яблонями и грушами.

## Память
В 2022 году именем Салахова была названа улица в Приволжском районе Казани.